# Piccole ancelle del Sacro Cuore
Le Piccole ancelle del Sacro Cuore sono un istituto religioso femminile di diritto pontificio. Le suore di questa congregazione pospongono al loro nome la sigla P.A.S.C.

## Storia
La congregazione venne fondata il 9 agosto 1915 a Città di Castello dal vescovo Carlo Liviero (1866-1932) per i figli dei richiamati nella prima guerra mondiale; ha come scopo l'educazione della gioventù (in scuole e laboratori) e l'assistenza agli anziani e ai malati: l'istituto ottenne l'approvazione diocesana il 16 novembre 1916 e ricevette il pontificio decreto di lode il 17 maggio 1938.
La preparazione alla vita religiosa delle prime aspiranti venne inizialmente curata da Luigia Cunial, delle Suore serve di Maria riparatrici, ma la guida della Congregazione venne presto affidata a Geltrude Billi, proveniente dalle suore Oblate di San Francesco di Sales.
Il fondatore è stato beatificato a Città di Castello nel corso di una solenne celebrazione presieduta dal cardinale José Saraiva Martins, delegato da papa Benedetto XVI, il 27 maggio 2007..

### Cronotassi delle superiore generali
Dal 1915 al 1932, anno della morte, la Congregazione è seguita personalmente dal fondatore.
- Madre Geltrude Billi, 1920-1946
- Madre Cristina Menchi, 1946-1961
- Madre Giuseppina Bioli, 1961-1967
- Madre Cristina Menchi, 1967-1970 (Fu eletta per ulteriore mandato con dispensa papale alla regola della congregazione)
- Madre Callista Massi, 1970-1988
- Madre Raffaella Bibi, 1988-2000
- Madre Consolata Tamai, 2000-2012
- Madre Maria Imelda Rizzato, 2012-2024.
- Madre Anna Paola Venditti, eletta nel capitolo generale del 29 luglio 2024.

## Attività e diffusione
Le Piccole Ancelle del Sacro Cuore gestiscono scuole, centri di accoglienza per minori e donne in difficoltà, colonie montane e marine e case di riposo per anziani.
Oltre che in Italia (24 case), le Piccole Ancelle vivono e operano in Albania (2 case), in Ecuador (2 case), in Kenya (5 case), in Svizzera (1 casa), in Uganda (1 casa); fino al 2010 una Piccola Ancella del Sacro Cuore è stata presente in Afghanistan, nell'ambito di una iniziativa intercongregazionale; la sede generalizia è in via Pineta Sacchetti a Roma.
Al 31 dicembre 2008 l'istituto contava 264 religiose in 35 case.